# 조나단 H. 터너
조나단 H. 터너(Jonathan H. Turner, 1942 년 9월 7일생)는 캘리포니아 대학교 리버사이드 사회학 교수이다.
1968년 코넬 대학교에서 박사 학위를 받은 후 1969-1970년 학년도부터 UCR에 재직했다. 그는 UCR에서 교수 연구 강사였으며, 직업에서는 태평양 사회학 협회 및 캘리포니아 사회학 협회 회장을 역임했다. 그는 또한 미국 과학 진흥 협회(American Association for the Advancement of Science)의 회원이기도 하다. 그는 전 세계에서 폭넓게 강의를 했으며 영국 케임브리지 대학교, 독일 브레멘 대학교 , 독일 빌레펠트 대학교, 산둥 대학교, 중국 난카이 대학교에서 방문교수를 역임했다.
그는 사회학의 일반 이론가로 알려져 있지만 감정 사회학, 민족 관계, 사회 제도, 사회 계층화, 생물 사회학 등 여러 전문 분야가 있다.